# Резолюция 259 на Съвета за сигурност на ООН
Резолюция 259 на Съвета за сигурност на ООН е приета на 27 септември 1968 г. по повод ситуацията в Близкия изток.
Обезпокоен за безопасността, благополучието и сигурността на населението от териториите, окупирани от Израел в резултат на военните действия от 5 юни 1967 г., с Резолюция 259 Съветът за сигурност, потвърждавайки Резолюция 232 от 1967 г. и осъждайки забавянето на нейното изпълнение, предлага на генералния секретар на ООН да изпрати спешно свой представител в арабските територии под израелска окупация, за да изготви доклад за изпълнението на Резолюция 232. Резолюцията изисква от правителството на Израел да приеме представителя на генреалния секретар, да си сътрудничи с него и да облекчи изпълнението на поставената му задача. От генералния секретар се изисква да положи всички усилия за изпълнение на резолюцията и на Резолюция 232.
Резолюция 259 е приета с мнозинство то 12 гласа, като представителите на Дания, Канада и Съединените щати гласуват въздържали се.